# Aleksandrs Mirskis

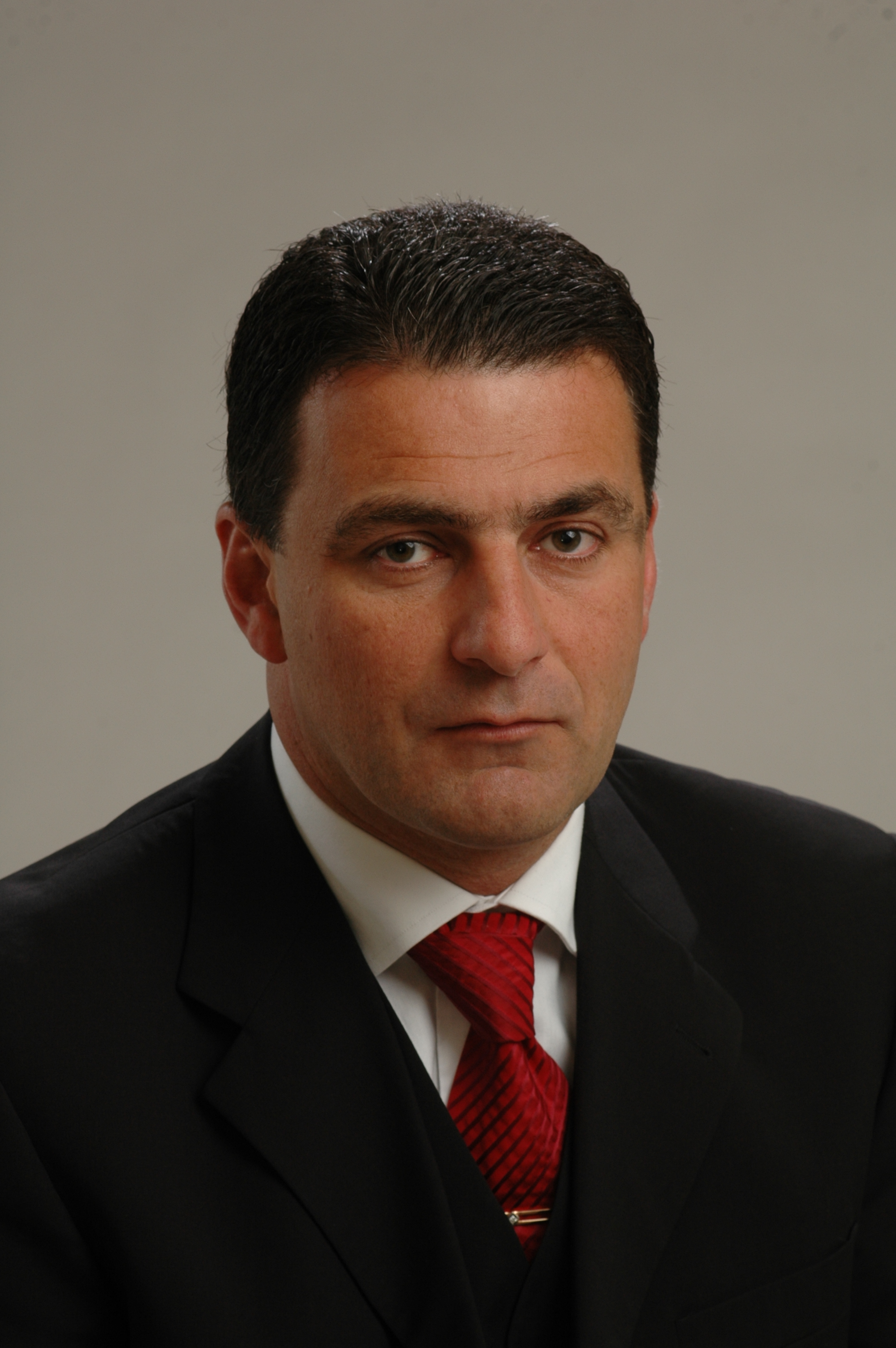
Aleksandrs Mirskis

Aleksandrs Mirskis (russisch Александр Томасович Мирский, Alexander Tomassowitsch Mirski, * 20. März 1964 in Vilnius) ist ein lettischer Politiker der russlandnahen Partei Zentrum der Harmonie.

## Leben
Mirskis absolvierte das Diplomstudium des Bauingenieurwesens am Polytechnischen Institut in Kaunas und war von 1986 bis 1989 als Projektleiter im Bausektor tätig. Es folgte der Wehrdienst in der Sowjetarmee, in der er Kommandeur einer Einheit zur Strahlendetektion und Oberstleutnant war. Nach dem Wehrdienst kehrte er in seinen alten Beruf zurück. 1992 wurde er technischer Direktor, 1999 Generaldirektor eines Bauunternehmens. 2001 wechselte er in die Politik, er war bis 2005 Berater des Bürgermeisters von Riga. 2006 wurde er in die Saeima gewählt, wo er stellvertretender Fraktionsvorsitzender war. Von 2009 bis 2014 gehörte er dem Europäischen Parlament an.